# Linköpings FC

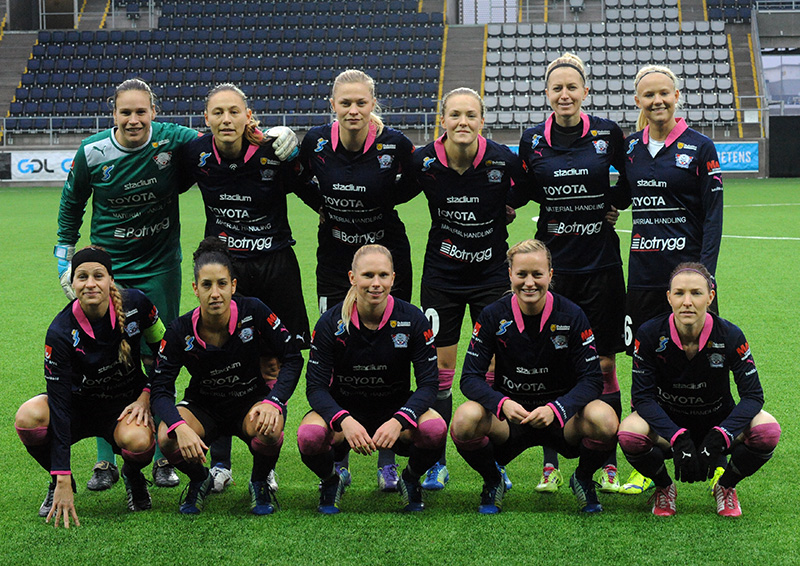
Het team voorafgaand aan een wedstrijd in de UEFA Women's Champions League in november 2014

Linköpings FC is een Zweedse vrouwenvoetbalclub uit Linköping. De club werd in 2003 opgericht en werd in 2009 voor het eerst landkampioen. In seizoen 2009/10 nam het voor het eerst deel aan de UEFA Women's Champions League.

## Erelijst
Landskampioen
in 2009, 2016, 2017
Svenska Cupen
Winnaar in 2006, 2008, 2009, 2014, 2015
Supercupen
Winnaar in 2009, 2010

## Europese wedstrijden
| #   | Betekenis      |
| --- | -------------- |
| Q   | Kwalificatie   |
| R   | Ronde          |
| 1/8 | Achtste finale |
| 1/4 | Kwartfinale    |
| 1/2 | Halve finale   |
| F   | Finale         |

Noot vooraf: de score van Linköpings FC staat altijd als eerste genoteerd.

### Wedstrijden
| Seizoen | Competitie       | Ronde     | Tegenstander      | Thuis | Uit | Geheel |
| ------- | ---------------- | --------- | ----------------- | ----- | --- | ------ |
| 2009/10 | Champions League | Q Groep 5 | FC Roma Calfa     | 11–0  | nvt | 11–0   |
| 2009/10 | Champions League | Q Groep 5 | Glentoran LFC     | 3–0   | nvt | 3–0    |
| 2009/10 | Champions League | Q Groep 5 | CFF Clujana Cluj  | 6–0   | nvt | 6–0    |
| 2009/10 | Champions League | 1R        | FFC Zürich Frauen | 3–0   | 2–0 | 5–0    |
| 2009/10 | Champions League | 1/8       | FCR 2001 Duisburg | 0–2   | 1–1 | 1–3    |
| 2010/11 | Champions League | 1R        | ŽNK Krka          | 5–0   | 7–0 | 12–0   |
| 2010/11 | Champions League | 1/8       | AC Sparta Praag   | 2–0   | 1–0 | 3–0    |
| 2010/11 | Champions League | 1/4       | Arsenal LFC       | 2–2   | 1–1 | 3–3    |

AIK ·
Brommapojkarna ·
Djurgårdens IF ·
Eskilstuna United DFF ·
Hammarby IF ·
BK Häcken ·
Linköpings FC ·
IFK Kalmar ·
Kristianstads DFF ·
KIF Örebro ·
Piteå IF ·
FC Rosengård ·
Umeå IK ·
Vittsjö GIK